# Tekal de Venegas
Tekal de Venegas är en kommun i Mexiko.   Den ligger i delstaten Yucatán, i den östra delen av landet, 1 100 km öster om huvudstaden Mexico City. Antalet invånare är 2 606. Arean är 96 kvadratkilometer.
Terrängen i Tekal de Venegas är mycket platt.